# Introwert
Introwert (łac. intro – wewnątrz; versus – zwrot) – przednia część ciała zwierząt bezkręgowych, z położonym apikalnie otworem gębowym, która może być wciągana do tułowia. Występuje u zwierząt zaliczanych do kilku typów, m.in. sikwiaków. Introwert u Scalidophora jest zaopatrzony w hakowate wyrostki kutykularne (skalidy). 
Introwertem nazywana jest też jama ciała, do której wciągane są wyrostki położone na danym narządzie.